# 新京阪鉄道BL-1形電気機関車
新京阪鉄道BL-1形電気機関車（しんけいはんてつどうBL-4300がたでんききかんしゃ）は、阪急京都線の前身である新京阪鉄道が1924年に導入し、阪急電鉄への継承を経て1975年まで在籍していた電気機関車である。
新京阪では1 - 3号として導入され、1929年にデキ2000形に改称した。阪急への継承後は2000形から3000形、4300形と順次改称された。

## 概要
千里山付近の土砂を大阪市内に運搬する土運車牽引用の機関車として、1924年6月に1・2、1926年6月に3の計3両が製造された。部内呼称は1・2がBL-1、3がBL-2であった。
電気方式は北大阪電気鉄道の開業区間に合わせた直流600Vで、集電装置はトロリーポールを採用、制御装置はイングリッシュ・エレクトリック製の間接非自動である。土運車との連結用に自動連結器を備え、台車はブリル社製のアーチバー形であった。
製造は東洋電機製造製とされるが、車体は汽車製造製であった。車体の側面には大型の引き戸が設けられており、電動貨車に類似したスタイルであった。

## 変遷

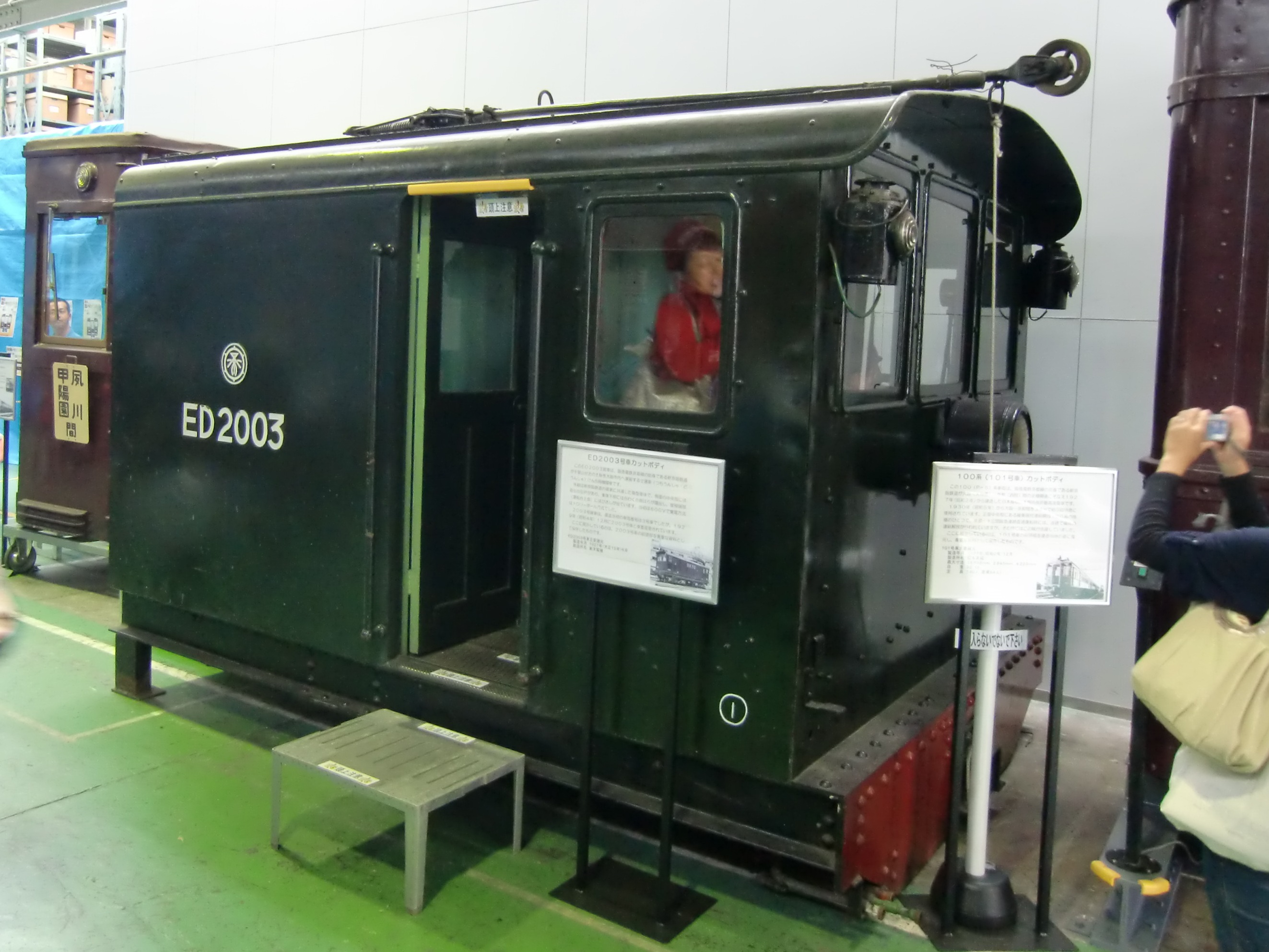
2003号の前頭部（正雀工場、2010年）

1928年の直流1500Vへの昇圧に際し、集電装置がパンタグラフに変更された。屋根が低いためパンタグラフ用の台座が設けられた。1929年6月の形式称号制定の際には、デキ2001 - 2003に改番されている。2003は1938年2月より休車となり、1955年6月に廃車となった。
1960年の2000系、1964年の3000系新造時に改番が行われており、1960年10月には2001・2002から3000形3001・3002に改番、1964年4月には3001・3002から4300形4301・4302に改番されている。
運用末期は工事用車両の牽引車として用いられ、1975年3月に除籍された。4301は正雀工場内の入換専用車として残存し、1986年2月に解体された。
1955年に廃車となった2003は、車体の半分を切断・整備の上で保存されている。宝塚ファミリーランド内の宝塚電車館（後の宝塚のりもの館）にも展示されていた。